# Hydnora
Hydnora é um género de plantas parasitas, desprovidas de clorofila, descrito como género em 1775. O género tem espécies em África, Madagáscar e na Península Arábica. Oa membros do género Hydnora são polinizados com recurso a mimetismo do local de criação, um método de polinização em que a planta emite um odor que é atrativo para os insectos, de modo a que a planta possa prender o inseto e permitir que este retire o pólen para poder polinizar outras Hydnora.

## Taxonomia
O nome genérico Hydnora deriva do grego clássico ὕδνον, 'trufa', devido à estrutura somática deste parasita radicular.
O género inclui Hydnora inclui as seguintes espécies:
| Imagem | Nome científico                             | Distribuição                                                                                         |
| ------ | ------------------------------------------- | --- |
|        | Hydnora abyssinica A.Br.                    | Oman, Yemen, Arábia Saudita; S + C + SE + E África desde a Eritrea + Sudão à Namíbia + KwaZulu-Natal |
|        | Hydnora africana Thunb.                     | Angola, Namíbia, Cape Province                                                                       |
|        | Hydnora arabica Bolin & Musselman           | Oman & Yemen                                                                                         |
|        | Hydnora esculenta Jum. & H.Perrier          | Madagáscar                                                                                           |
|        | Hydnora sinandevu Beentje & Q.Luke          | Kenya, Tanzania                                                                                      |
|        | Hydnora triceps Drège & E.Mey.              | Northern Cape Province, Namíbia                                                                      |
|        | Hydnora visseri Bolin, E.Maass, & Musselman | Northern Cape Province, Namíbia                                                                      |

O mapa do genoma plastidial altamente reduzido de uma espécie de Hydnora visseri.

O género Hydnora apresenta um dos mais pequenos genomas plastidiais entre as plantas com flor, pois em comparação com o genoma do cloroplasto de seus parentes fotossintéticos mais próximos, o plastoma de Hydnora visseri mostra extrema redução, tanto em tamanho (ca. 27 kilo pares de bases) como em conteúdo génico (apenas 24 genes parecem ser funcionais).

## Etnobotânica
Sabe-se que algumas espécies de Hydnora estão disponíveis nos mercados de ervas da África Austral, especialmente em Moçambique e na África do Sul.
Na África do Sul, diz-se que os imbola yesiXhosa usam uma pasta fina do rizoma de Hydnora em pó como tratamento para o acne e outras doenças da pele. No Uganda, as espécies Hydnora são utilizadas como alimento (frutos) e como medicamento (rizomas) para a diarreia, hipertensão e diabetes, embora estas afirmações não tenham sido confirmadas.